# دموکراسی جنسیتی

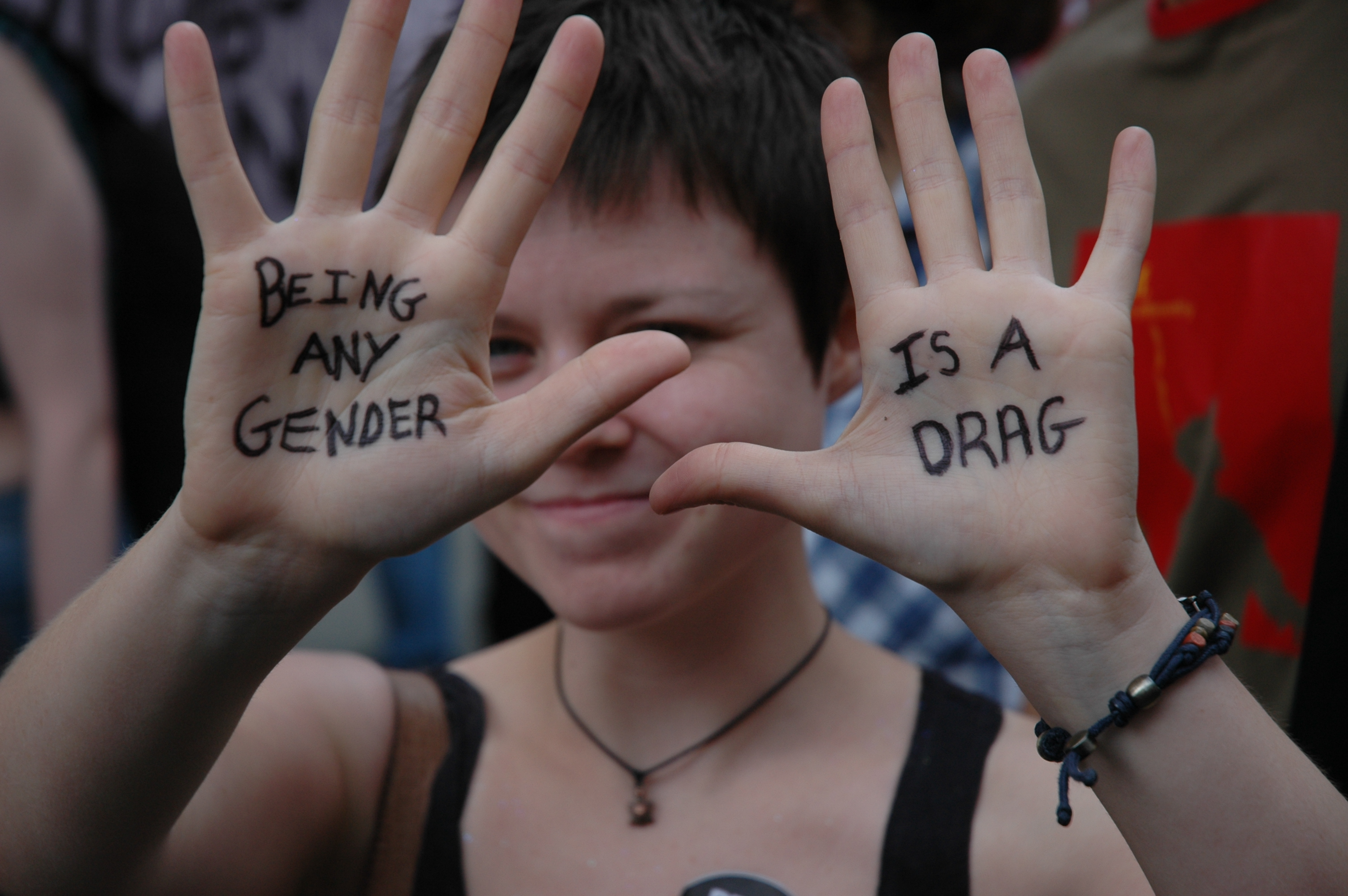
ورلد پراید، لندن ۲۰۱۲

دموکراسی جنسیتی یک تئوری هنجارمحور مرتبط با جریان‌سازی جنسیتی است که هدف آن دستیابی به شرایط دموکراتیک بین مردان و زنان در کل جامعه و همچنین به‌طور خاص در شرکت‌ها، بوروکراسی‌های اداری و سایر سازمان‌ها می‌باشد. این امر از طریق آموزش‌های جنسیتی که آگاهی از نابرابری‌های موجود را افزایش می‌دهد و روش‌هایی را برای دموکراتیک کردن روابط بین جنسیت‌ها ایجاد می‌کند، محقق می‌شود. واژه دموکراسی جنسیتی اولین بار توسط جامعه‌شناس آلمانی هالینا بدکوفسکی ابداع شد و توسعه یافت.

## تاریخچه

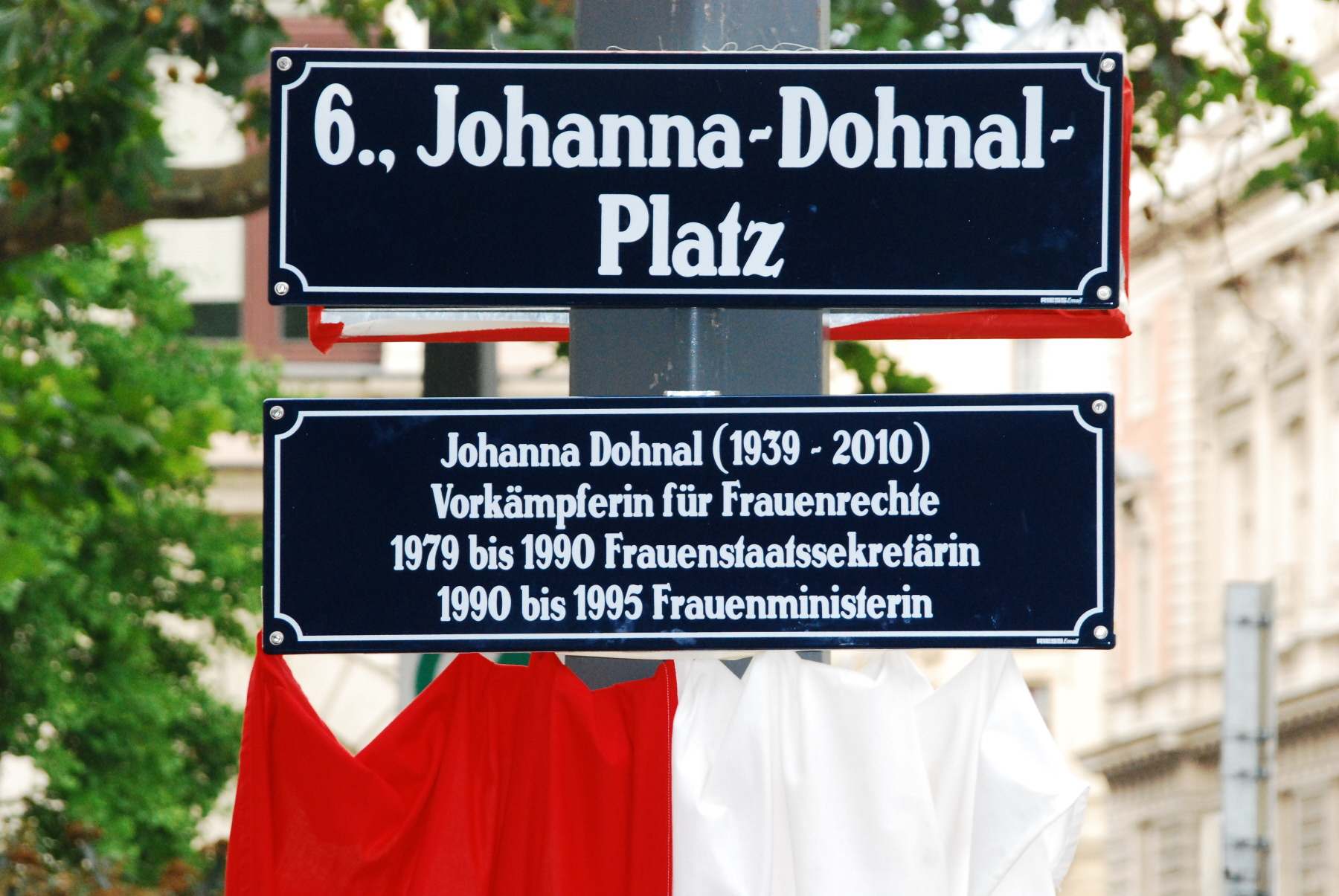
تابلوی خیابانی که خیابان یوهانا-دونال-پلاتز وین را نشان می‌دهد. در سال ۱۹۹۳، اصطلاح "Geschlechterdemokratie" (دموکراسی جنسیتی) در عنوان نشریه ای که توسط Johanna Dohnal ویرایش شده بود برای اولین بار اولین بار ظاهر شد.

به گفته هالینا بدکوفسکی، او اصطلاح و مفهوم دموکراسی جنسیتی را در اوایل دهه ۱۹۹۰ طی یک سفر تحقیقاتی به ایالات متحده، که به سفارش وزیر زنان اتریش، یوهانا دوهال، با هدف شناسایی نوآوری‌های علیه خشونت خانگی انجام شده بود، ارائه کرد. " متعاقباً، در سال ۱۹۹۳، این اصطلاح در عنوان یک نشریه ویرایش شده توسط وزارت آموزش و امور زنان فدرال اتریش، "آزمایش غرب: Geschlechterdemokratie und Gewalt" (آزمایش غرب: دموکراسی جنسیتی و خشونت) ظاهر شد.
پیشگامان دموکراسی جنسیتی از ارائه یک تعریف ثابت و مشخص از این اصطلاح اجتماعی پرهیز کرده‌اند. بدکوفسکی بر این عقیده است که «به محض اینکه یک اصطلاح در فرهنگ لغت تعریف و توسط دیگر نظریه‌پردازان و تئوریسین‌ها به کار گرفته شود، حیات واقعی خود را از دست داده‌است. این به ویژه برای اصطلاحاتی که در جریان درگیری‌های سیاسی واقعی ایجاد شده‌اند صادق خواهد بود. گوندا ورنر، که در سال ۱۹۹۹ اصول اساسی دموکراسی جنسیتی را برای بنیاد هاینریش بل بیان کرد، می‌گوید: «دموکراسی جنسیتی هیچ دستور نظری یا عملی آماده ای ندارد. این یک جنبش اکتشافی و برای جستجو، یافتن و به‌کارگیری دیدگاه‌های جدید است.» با وجود این، برخی از اصول دموکراسی جنسیتی را می‌توان چنین تعریف کرد:
- دموکراسی جنسیتی یک تئوری هنجارمحور و یک اصل اخلاقی مطلق است.
- دموکراسی جنسیتی معتقد است که اصول دموکراسی نباید محدود به حوزه سیاست باشد، بلکه باید به‌طور مشابه در محل کار و زندگی شخصی اعمال شود.[۷]

## اهداف و روش‌ها
هدف دموکراسی جنسیتی دستیابی به مشارکت برابر همه زنان و مردان در سیاست، شرکت‌ها، بروکراسی‌های اداری و در تمام بخش‌های جامعه از طریق اصلاح ساختارهای غیردموکراتیک و لغو تمامی همه اشکال قدرت مبتنی بر ظلم و خشونت است. این رویکرد مبتنی بر تعریف گسترده‌ای از دموکراسی است - تعریفی که خواستار حقوق و فرصت‌های برابر برای مردم با همه تنوع‌های نژادی، فرهنگی و جنسیتی می‌باشد. از آنجایی که تعداد زیادی از هویت‌های جنسیتی وجود دارد، دموکراسی جنسیتی دوگانگی محض مردان و زنان را رد می‌کند و در عوض استدلال می‌کند که هر انسانی - زن، مرد یا غیره - باید حق و توانایی تعیین سبک زندگی و موقعیت اجتماعی خود را داشته باشد. این روابط که فراتر از تصورات کلیشه ای و هر نوع ذات گرایی در مورد زن و مرد است.
دموکراسی جنسیتی هدف خود را حرکت از سوی خشم علیه زنان به برابری جنسیتی با استفاده از محورهای زیر می‌داند:
- مرکزمحور کردن بررسی جنسیت‌ها و برابری آن‌ها حول یک نقطه مشترک
- توقف خشونت از سوی مردان
- ایجاد جنبش‌های همبستگی
- بازطراحی ساختارهای قدرت بر اساس برابری‌طلبی همه افراد[۹]

دموکراسی جنسیتی ساختارها و محتویات نظام‌های دموکراتیک را به منظور تبدیل آن‌ها به ساختارهایی که برابری جنسیتی را فراهم می‌کند، ایجاد کرده‌اند، بررسی و زیر سؤال می‌برد. ابزار کلیدی برای اجرای دموکراسی جنسیتی، «آموزش‌های جنسیتی» است که هدف آن زیر سؤال بردن نقش‌های جنسیتی سنتی، تحلیل چارچوب اجتماعی، و توسعه روش‌هایی است که برابری جنسیتی بیشتر در سازمان‌ها را فراهم می‌کند.

## دموکراسی جنسیتی در سازمان‌ها
در زیر چند نمونه برای سازمان‌هایی که دموکراسی جنسیتی را بخشی از ساختارهای نهادی خود قرار داده‌اند مثال زده شده‌است:
- اساسنامه بنیاد هاینریش بل دموکراسی جنسیتی را به عنوان یک «وظیفه مشترک» تعریف می‌کند[۱۰]
- اتحادیه کارگری آلمان «تحقق دموکراسی جنسیتی» را یکی از اهداف خود تعریف کرده‌است.[۱۱]
- اساسنامه حزب سیاسی چپ آلمان حاوی بندی با عنوان «دموکراسی جنسیتی» است.[۱۲]

## مقالات و کتاب‌ها

### انگلیسی
- سینتیا کاکبرن : استراتژی‌هایی برای دموکراسی جنسیتی. تقویت نمایندگی زنان اتحادیه کارگری در گفتگوی اجتماعی اروپا، PDF، مجله اروپایی مطالعات زنان، جلد ۳، ۱۹۹۶
- ایوان گالیگان (ویرایشگر): فرآیندهای مشورتی و دموکراسی جنسیتی. مطالعات موردی از اروپا، PDF، فوریه ۲۰۱۲، مجموعه گزارش ARENA ISSN 1504-8152 / مجموعه گزارش RECON ISSN 1504-7261
- ایوان گالیگان و سارا کلاورو: ارزیابی دموکراسی جنسیتی در اتحادیه اروپا. یک چارچوب روش شناختی. RECON Online Working Paper 2008/16، PDF، سپتامبر ۲۰۰۸، ISSN 1504-6907
- Utta Isop : Gender Grassroots Democracy. پنج خواسته برای یک سیاست عجیب و غریب، PDF

### آلمانی
- یوهانا دونال (ویرایش): غرب را آزمایش کنید: Geschlechterdemokratie und Gewalt (جلد ۱ از "Gewalt gegen Frauen, Frauen gegen Gewalt"), Bundesministerin für Frauenangelegenheiten، وین ۱۹۹۳،شابک ‎۹۷۸-۳-۹۰۱-۱۹۲۰۹-۸
- هاینریش بول بنیاد (ویرایش): Geschlechterdemokratie wagen!، Königstein/Taunus، ۲۰۰۲.
- Heinrich-Böll-Stiftung: Schriften zur Geschlechterdemokratie (14 جلد)
- والتر هالشتاین: Geschlechterdemokratie. Männer und Frauen: Besser miteinander leben. ویزبادن ۲۰۰۴،شابک ‎۹۷۸-۳-۸۱۰۰-۳۹۷۸-۱
- Annette Jünemann: Geschlechterdemokratie für die Arabische Welt. Die EU-Förderpolitik zwischen Staatsfeminismus und Islamismus، ویسبادن ۲۰۱۴،شابک ‎۹۷۸-۳-۶۵۸-۰۴۹۴۱-۶
- Helga Lukoschat: Das Konzept der Geschlechterdemokratie und seine Umsetzung in Organisationen، در: Gleichstellungsstelle der Landeshauptstadt Stuttgart (ویرایش): Chancen und Risiken der Verwaltungsreform für Frauen, Stuttgart 1998, p. 6-13.
- وزیریوم für Arbeit, Frauen, Gesundheit und Soziales: Gender Mainstream in Sachsen-Anhalt, Magdeburg 2001
- Birgit Sauer: Staat, Demokratie und Geschlecht – aktuelle Debatten. PDF، جنسیت…سیاسی…» آنلاین «، ۲۰۰۳.